# Ceratocanthus pauliani
Ceratocanthus pauliani là một loài bọ cánh cứng trong họ Hybosoridae. Loài này được Delgado & Hernandez miêu tả khoa học năm 1998.